# شحمة
شحمة هي قرية فلسطينية تقع على بعد 15 كيلومتر (9.3 ميل) جنوب غرب الرملة. هجر سكانها عشية الحرب العربية الإسرائيلية عام 1948، وأراضي القرية اليوم جزءاً من مسيجة في منطقة يستخدمها سلاح الجو الإسرائيلي. كانت القرية تقع في السهل الساحلي، في رقعة مستوية من الأرض تعلو قليلاً عما يجاورها من الأراضي الواقعة إلى الجنوب والجنوب الشرقي. وكان وادي الصرار يقع على بعد نحو كيلومتر إلى الجنوب الغربي منها. وكانت طريق فرعية تصل شحمة بطريق عام يؤدي إلى الرملة، وإلى الطريق العام الساحلي. وكان يقع إلى الشمال منها مباشرة، مطار عاقر الذي أنشأه العسكرية تقع إلى الشمال والشرق. في أواخر القرن التاسع عشر، كانت شحمة قرية صغيرة مبنية بالطوب، وكان سكانها يستمدون المياه من بئر تقع إلى الجنوب منها. كانت القرية التي صنفت مزرعة في ( معجم فلسطين الجغرافي الفهرس) الذي وضع أيام الانتداب، تنقسم إلى قسم شمالي وقسم جنوبي، تفصل بينهما الطريق الفرعية المذكورة آنفا. وكان بعض منازلها مبنياً بالحجارة الباقية من الأبنية التي كانت قائمة في الموقع نفسه سابقاً. وكان سكان شحمة كلهم من المسلمين. أما اقتصادها فكان يعتمد على الزراعة، ولا سيما زراعة الحبوب، وإلى حد أقل على تربية المواشي. في 1944/1945, كان ما مجموعه 152 دونماً مخصصاً للحمضيات والموز، و 4911 دونماً للحبوب، و 33 دونماً مروياً أو مستخدماً للبساتين.

## الموقع
القرية تقع في السهل الساحلي، على بعد 15 كيلومتراً (9.3 ميل) جنوب غرب الرملة، في منطقة الشقة التي كان أعلى قليلاً أن التضاريس إلى الجنوب والجنوب الشرقي. ركض وادي سرار حوالي 1 كيلو متر (0.62 ميل) جنوب غرب منه، والطرق الثانوية المرتبطة شحمة إلى الرملة. البريطانيون ببناء مطار عسكري Aqir RAF إلى الشمال مباشرة من قرية دورند الحرب العالمية الثانية، قاعدة عسكرية شحمة تقع إلى الشمال والشرق.

## التاريخ
في أواخر القرن التاسع عشر، وصفت شحمة كقرية صغيرة مبنية من الطوب اللبن، الذي وجه المياه من بئر إلى الجنوب من قرية نسمة.
في عهد الانتداب البريطاني، وقد صنفت القرية بأنها قرية من مؤشر معجم فلسطين. خلال هذا الوقت تم تقسيم القرية إلى قسمين، شمال وجنوب الطريق الثانوية. وقد بنيت بعض المنازل في جزء مع بقايا الحجر من المستوطنات السابقة.
في 1944-1945 كان عدد سكان القرية 280. تم استخدام ما مجموعه 152 دونماً من أراضي القرية الحمضيات والموز، واستخدمت 4,911 دونماً للحبوب، و 33 دونماً مرويّاً أو مستخدماً للبساتين.

## القرية اليوم
دمج الموقع ضمن أراضي مطار عسكري مسيج. ويتسم الموقع بآجام الشوك والصبار المرئية من الخارج.